# Damnum emergens
Damnum emergens (łac. rzeczywisty uszczerbek majątkowy, szkoda rzeczywista) – strata na mieniu poniesiona przez poszkodowanego na skutek zaistnienia czynu niedozwolonego, niewykonania lub nienależytego wykonania zobowiązania albo na skutek zobowiązania umownego. Może mieć postać zmniejszenia aktywów lub zwiększenia pasywów.
Jej wysokość ustala się przez porównanie wartości majątku sprzed i po zaistnieniu szkody (metoda dyferencyjna); alternatywną metodą jest tzw. obiektywna, oceniająca wartość dobra majątkowego bez powiązania z wartością reszty majątku.
Drugim elementem szkody jest lucrum cessans, utrata spodziewanych korzyści.